# أغنيس ماير دريسكول
أغنيس ماير دريسكول (بالإنجليزية: Agnes Meyer Driscoll) هي عالمة تعمية ورياضياتية أمريكية، ولدت في 24 يوليو 1889 في إلينوي في الولايات المتحدة، وتوفيت في 16 سبتمبر 1971.

## سنواتها المبكرة
مولودة في جينيسيو، إيلينويز عام 1889، انتقلت دريسكول مع عائلتها إلى ويسترفيل، أوهايو عام 1895 حيث كان والدها غوستاف ماير قد قبل بوظيفة تدريس الموسيقى في جامعة أتربين. وتبرع في عام 1909 بمنزل العائلة إلى رابطة مكافحة الحانات، والذي كان قد نقل مقره مؤخرًا إلى ويسترفيل. وتم التبرع بالمنزل لاحقًا إلى مكتبة ويسترفيل العامة وهو الآن مكان متحف رابطة مكافحة الحانات ومركز ويسترفيل للتاريخ المحلي.

## تعليمها
ارتادت دريسكول جامعة أتربين منذ عام 107 وحتى عام 1909. وحصلت في عام 1911 على درجة البكالوريوس في الآداب من جامعة ولاية أوهايو، وتخصصت في الرياضيات والفيزياء ودرست لغات أجنبية، الإحصاء، والموسيقى. وكانت تتكلم الإنكليزية بطلاقة، وكذلك الفرنسية، الألمانية، اللاتينية، واليابانية. سعت وراء الدراسات الفنية والعلمية، وبعد التخرج منذ أيامها الأولى كطالبة جامعية، ثم انتقلت إلى أماريلو، تكساس، حيث عاشت منذ عام 1911 وإلى 1918 وعملت كمديرة للموسيقى للأكاديمية العسكرية، ولاحقًا، وقم رئيسة قسم الرياضيات في المدرسة الثانوية المحلية.

## 1918-1938
في 22 يونيو، 1918 بعد حوالي سنة من دخول أمريكا للحرب العالمية الأولى، تطوعت دريسكول في بحرية الولايات المتحدة – كانت أمريكا قد بدأت للتو بالسماح للنساء بالتطوع. وتم تجنيدها بأعلى مرتبة ممكنة وهي رئيسة ضباط البحرية وبعد عملها في مكتب البرقيات البريدية والرقابة تم تعيينها في قسم الشفرة والإشارة لمدير الاتصالات البحرية. واستغلت الخيار المتاح للاستمرار بالعمل في منصبها كمدنية بعد انتهاء الحرب. ماعدا فجوة لمدة عامين، وذلك عندما عملت لصالح شركة خاصة، وبقيت محللة شفرات رائدة للبحرية الأمريكية حتى عام 1949.
درست دريسكول في مختبرات ريفربانك في جنيف، إلينوي، حيث عمل زملاؤها من مفككي الشفرات، من ضمنهم ويليام فريدمان وإليزابيث سميث فريدمان. وهي تعرف بأنها عملت في منظمة الغرفة السوداء الأمريكية التي كان يديرها هيربيرت ياردلي. وكانت هذه وكالة فك الشفرات الأولى في أوقات السلم في الولايات المتحدة، والتي شرعت في فك الشيفرات المستخدمة في المراسلات الدبلوماسية.
لم تكن جهودها مقتصرًة على الأنظمة اليدوية؛ فكانت أيضًا مشاركة في تقنية الآلة المنبثقة في ذلك الوقت، والتي طُبقت على كل من صنع وفك الشيفرات. وقد شاركت في أول أيامها في قسم الشفرة والإشارة بتطوير واحدة من آلات التشفير التابعة للبحرية الأمريكية وهي "”CM. والتي أصبحت فيما بعد جهاز التشفير القياسي للبحرية لأغلب فترة العشرينات. ومنح الكونغريس الأمريكي مبلغ 15,000$ إلى دريسكول كاعتراف بعملها، والتي بدورها تقاسمته مع أرملة المشارك في اختراع الآلة ويليام جريشام.
حاول المخترع إيدوارد هيبيرن منشئ شركة هيبيرن إليكتريك كود في عام 1923 إنشاء آلة تشفير تُحرَّك بالدوار. وتركت دريسكول اختبار الآلة للبحرية، ولكنها فشلت في التوصل لنظام تشفير أكثر أمنًا. وعادت أغنيس إلى البحرية في ربيع عام 1924.
تزوجت من مايكل دريسكول في أغسطس من عام 1924 وهو ماحِم من العاصمة واشنطن.
فكت دريسكول جنبا إلى جنب مع الملازم جوزيف روشفورت شفرة دليل البحرية اليابانية «شفرة الكتاب الأحمر» في 1926 بعد ثلاث سنوات من العمل وساعدت في فك شفرة الكتاب الأزرق في 1930.
قادت أغنيس دريسكول الهجوم على آلة التشفيرM-1  اليابانية (والمعروفة لدى الولايات المتحدة الأمريكية باسم الآلة البرتقالية)، واستُخدمت لتشفير رسائل ملحقي البحرية اليابانية حول العالم.
قامت بنجاحات مهمة باتجاه JN-25 عام 1939، وهي الشفرة التشغيلية للأسطول الياباني المستخدمة لأهم الرسائل. وحلت مكون التشفير لنظام "”5-num الذي استخدم مجموعات الأرقام كبدائل للكلمات والأرقام والذي تم تشفيره أكثر بتشفير رقمي. واستطاعت البحرية بعد ذلك قراءة بعض الرسائل ذات الصيغة الاعتيادية، كتقارير الطقس، ولكن أغلب الرسائل بقيت غير مكتشفة. وتم تطوير واستثمار هذا العمل لاحقًا بعد الهجوم على بيرل هاربر بيرل لبقية حرب المحيط الهادئ ووفرت تحذيرًا مسبقًا من الهجوم الياباني على جزر الميدواي. وكانت غير قادرة على المشاركة في هذا العمل بسبب نقلها في أكتوبر 1940 إلى فريق يعمل على فك شفرة إنجما البحرية الألمانية.
خلال هذه الفترة، أشرفت دريسكول على المُشفرين البحريين التاليين:
- جوزيف روشفور
- ثوماس داير
- إيدوين لايتون
- جوزيف وينجر

## 1940-1959
بعد بدء العمل على JN-25، نُقلت دريسكول إلى مجموعة جديدة، والتي هاجمت شفرات إنجما الألمانية باستخدام طريقة الدليل (مشابهة لجداول قوس قزح). بعد سنتين من عملها على مهمتها الجديدة، لم تستطع دريسكول وفريقها إحراز تقدم في حل الآلة الألمانية. وكان سبب هذا جزئيًا لعدم رغبتها في استخدام الآلات لمساعدتها أو نهج رياضي، ولكنها رفضت أيضًا المساعدة من كاسري الشفرات البريطانيين من بليتشلي بارك الذين كانوا قد سافروا غلى الولايات المتحدة ليقدموا الاستشارة لها. وأيضًا، لم تتواصل الولايات المتحدة مع المملكة المتحدة بشكل فعال وكان نهجها غير مثمر ومجرب مسبقًا من قبل البريطانيين، الذين قرروا أن من غير المحتمل لنهجها أن يعمل. [8] واستُبدل هذا العمل في النهاية بالتبادلات المشفرة بين الولايات المتحدة والمملكة المتحدة في 1942-1943.
عملت مع فريق في عام 1943 لفك شفرة المشفر الياباني كورال. وتم فك تشفيره بعد شهرين، بالرغم من التأثير القليل لدريسكول على هذه المشروع.
ويبدوا أنها عملت في عام 1945 على مهاجمة الشفرات الروسية.
كان دريسكول جزءًا من القوات البحرية التي انضمت إلى وكالات التشفير الوطنية الجديدة، أولًا جهاز وكالة أمن القوات المسلحة في 1949 وثم في وكالة الأمن القومي الأمريكية  في 1952. وقد تكون ساهمت خلال عملها مع وكالة أمن القوات المسلحة في الهجوم على شفرة تسمى فينونا.
منذ عام 1946 وحتى تقاعدها من وكالة الأمن القومي، شغلت عددًا من المناصب، ولكنها لم تتقدم إلى تصنيفات القيادة العليا.
تقاعدت من وكالة أمن القوات المسلحة في عام 1959.

## موتها
توفيت في 1971 ودُفنت في مقبرة أرلينغتون الوطنية.

## التكريمات
أُدخلت إلى قاعة الشرف لوكالة الأمن القومي في عام 2000. وتم وضع علامة أوهايو التاريخية أمام منزل ماير في ويسترفل تكريمًا لأغنيس ماير دريسكول وإنجازاتها.

## وصلات خارجية
- أغنيس ماير دريسكول على موقع الموسوعة البريطانية (الإنجليزية)